# Dolmen von Kampen
Die Dolmen von Kampen auf der Insel Sylt in Schleswig-Holstein lagen unter Dünen. Die Megalithanlage der Trichterbecherkultur (TBK) entstand zwischen 3500 und 2800 v. Chr.

## Rechteckdolmen im Hünenbett

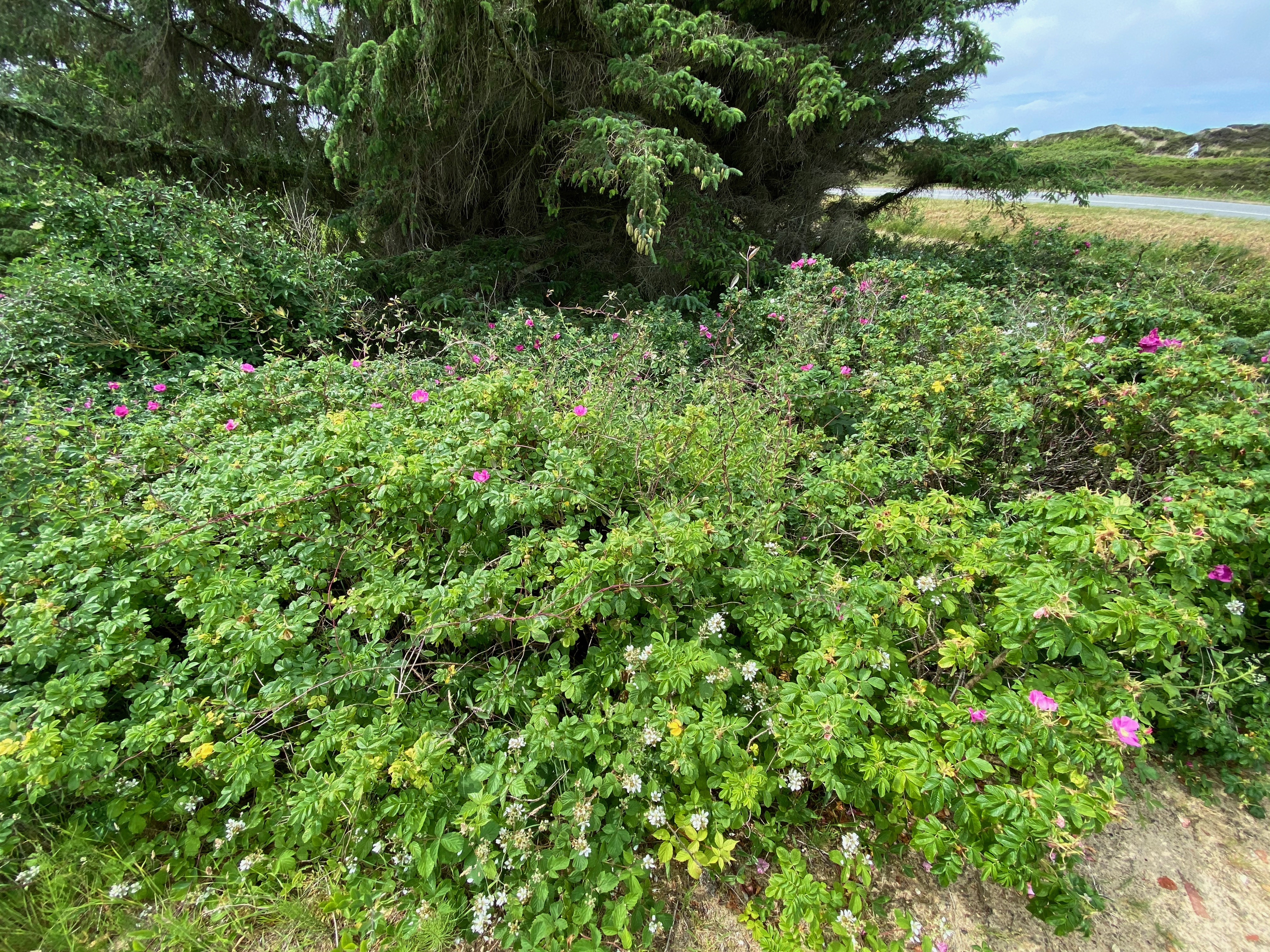
Überwachsene Fundstelle des Reckteckdolmens im Hünenbett (Spr. 2)

Der Dolmen trägt die Sprockhoff-Nr. 2 und liegt nördlich des Ortes. Es handelt sich um die nördlichste Megalithanlage Deutschlands. Er wurde bei Straßenbaumaßnahmen angeschnitten und 1939 von Karl Kersten ausgegraben. Die Einfassung im westlichen Teil fehlt, so dass die Gesamtlänge unbekannt ist. Das Langbett ist 6,25 m breit. Der restliche Erdhügel ist 0,6 m hoch und mit faust- bis doppelkopfgroßen Steinen durchsetzt. Die erhaltenen Randsteine bestehen aus eng stehenden Findlingen von 0,6 bis 1,0 m Höhe.

### Die Kammer
Die Kammer des Rechteckdolmen hat Innenmaße von etwa 2 × 1 m. Auf den Langseiten stehen zwei Tragsteine. Im Westen befindet sich ein großer Schlussstein, im Osten liegt der halbhohe Eintrittstein In der Zugangsöffnung lehnte eine Steinplatte, die einst die Restlücke verschloss. Der Deckstein fehlt, aber im oberen Teil der Kammer lagen mehrere bis etwa 0,7 m lange, dünne Steinplatten, die möglicherweise die Kammer bedeckten. Die Lücken zwischen den fünf Tragsteinen waren sorgfältig mit kleinen Platten ausgefüllt und mit Klei verschmiert. Der Boden ist ungepflastert. Anscheinend gab es keine äußere Ummantelung der Kammer.

### Funde
Die Kammer war mit gelbem Sand gefüllt. Auf dem Boden lag in der Mitte der Kammer eine runde Brandstelle von etwa 0,4 m Durchmesser mit einigen gebrannten Flintstücken. In der Kammer lagen zwei Trichterbecher (einer zerbrochen), ein Flintbeil, eine kleine Bernsteinperle und ein Bronzefragment.

## Rechteckdolmen im Rundhügel
Der Rechteckdolmen auf dem „Roten Kliff“ trägt die Sprockhoff-Nr. 3. Er war zur Hälfte frei geweht und wurde 1957 von Gottfried Schäfer ausgegraben. Im Zugangsbereich hat er einen halbbreiten Schlussstein und einen niedrigen Eintrittsstein. Davor liegt der Gang.

### Der Rundhügel
Der von einem breiten Steinkranz aus köpf- bis doppelkopfgroßen Steinen eingefasste flach gewölbte Rundhügel hat 10 m Durchmesser und ist einen Meter hoch. Seine Oberfläche ist mit faust- bis kopfgroßen Rollsteinen abgedeckt. Die Hügelschüttung aus gelblichgrauem sandigem Material wird waagerecht von einigen dunkleren Bändern durchzogen.

### Die Kammer
Die Kammer ist etwa in Hügelmitte in einer Grube errichtet worden, was auf eine frühe Entstehung deutet. Die 3,1 m lange Kammer hat drei große Tragsteine je Langseite, die stark nach innen geneigt sind. Die Breite beträgt unten 1,10 m, oben jedoch nur 0,3–0,5 m. An der Schmalseite ist statt eines Tragsteins eine große Steinplatte schräg gegen die Kammer gelehnt. Darüber lag das Bruchstück einer großen Steinplatte, die ursprünglich vielleicht zur Abdeckung gehörte. Die Kammer ist besonders in diesem Bereich nachlässig gebaut. Die Tragsteine sind ungleich hoch, ihre Oberkanten haben ein Gefalle.
Die Zutrittsseite ist zur Hälfte mit einem aufrechten Stein verschlossen, in der verbliebenen Eingangsöffnung lag ein niedriger Schwellenstein. An die Zugangsöffnung schließt sich ein etwas unregelmäßig gebauter Gang aus zwei bzw. drei Tragsteinen an. Er ist etwa 1,4 m lang und 0,5 m breit. Für den Gang und den östlichen Kammerteil konnten keine Decksteine nachgewiesen werden.
Die Lücken zwischen den Tragsteinen waren besonders am Übergang zum Gang sehr sorgfältig mit Steinplatten ausgefüllt und mit Klei verstrichen. Der hintere Teil der Kammer besitzt ein Bodenpflaster aus großen, dünnen, in Lehmestrich verlegten Steinplatten. Ansonsten war der Boden mit einer festen rötlichbraunen Lehmschicht überzogen, die mit kleinen Granitbrocken durchsetzt war. Der Gang hat einen Lehmestrich ohne Granitgrus. Alle Tragsteine waren außen mit faust- bis doppelfaustgroßen oder größeren Rollsteinen ummantelt, die in Klei gebettet waren, so dass die Mantelpackung sehr fest war.

### Funde
Die Kammer hatte eine Füllung aus hellem, feinem Sand, der in verschiedenen Höhen mit feinen dunkleren Bändern und Holzkohleresten durchzogen war. In der Füllung lagen mehrere kopfgroße Steine. Auf der Kammersohle wurden die Reste einer Bestattung beobachtet. Vor dem hinteren Kammerende waren geringe Spuren eines unverbrannten Toten erhalten. Zu der Bestattung gehörten wahrscheinlich ein kleiner Tonnapf und Bernsteinreste. In der Kammermitte lagen eine Flintklinge, vier kleine Bernsteinstückchen und kleine Gefäßscherben. Nordwestlich der Kammermitte wurden 0,45 m über der Sohle Scherben und geringe Bernsteinreste gefunden. Nahe der Schmalseite lag 0,3 m über der Sohle ein Zweiknubbentopf, der weißen Sand und etwas Leichenbrand enthielt.
Im äußeren Gangbereich und vor dem Gang lag eine Anzahl Scherben, u. a. von mehreren Trichterbechern, die vielleicht aus der Kammer stammen. Weitere Objekte lagen zwischen den Steinen des Steinkranzes bzw. in der Kammerschüttung.
Etwas südlich befindet sich das kleine ovale Ganggrab bei Kampen, das nur deshalb kein Polygonaldolmen ist, weil es zwei statt eines Decksteins besitzt. Es trägt die Sprockhoff-Nr. 1.